# Presinge

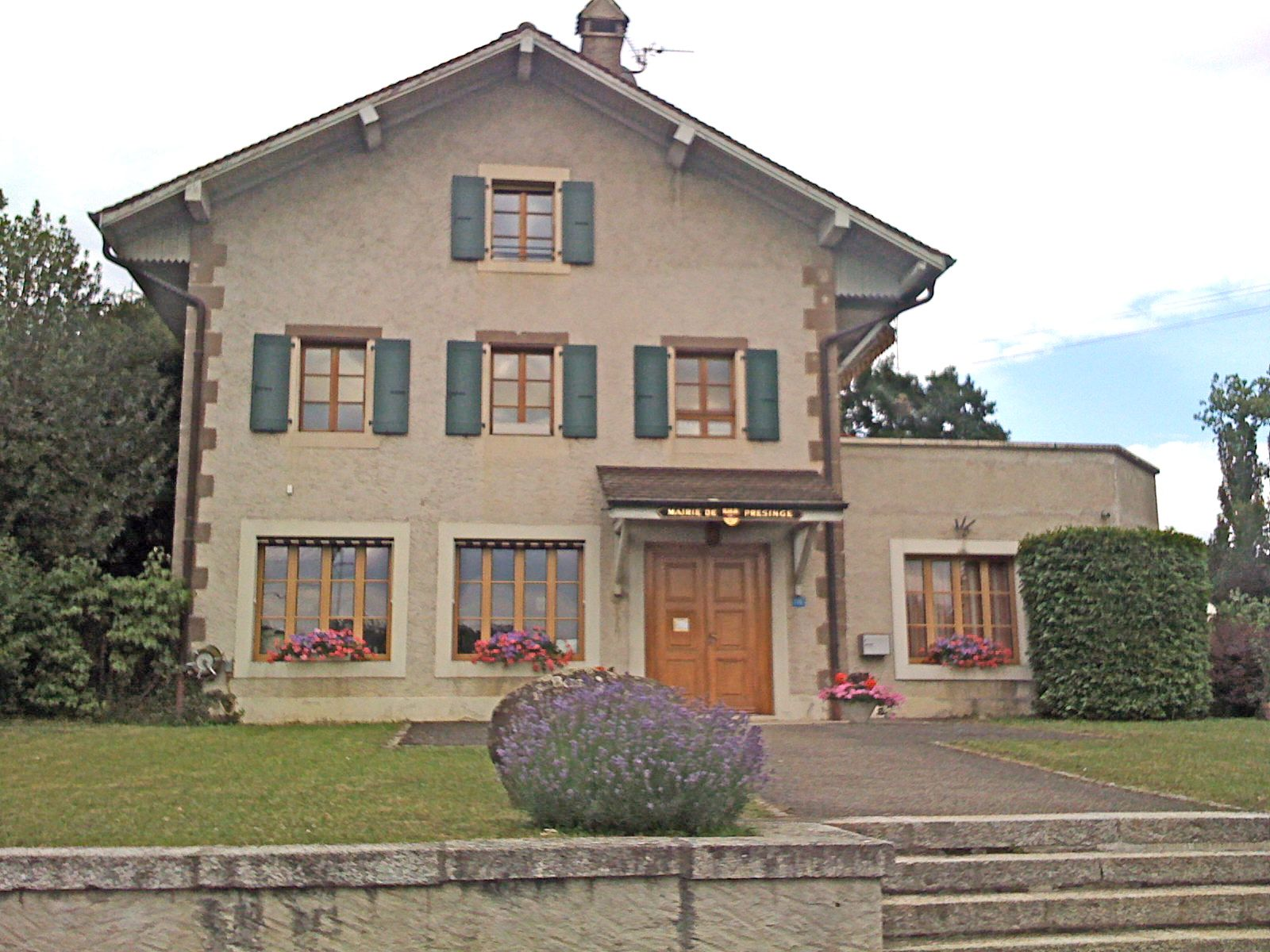
Rathaus in Presinge

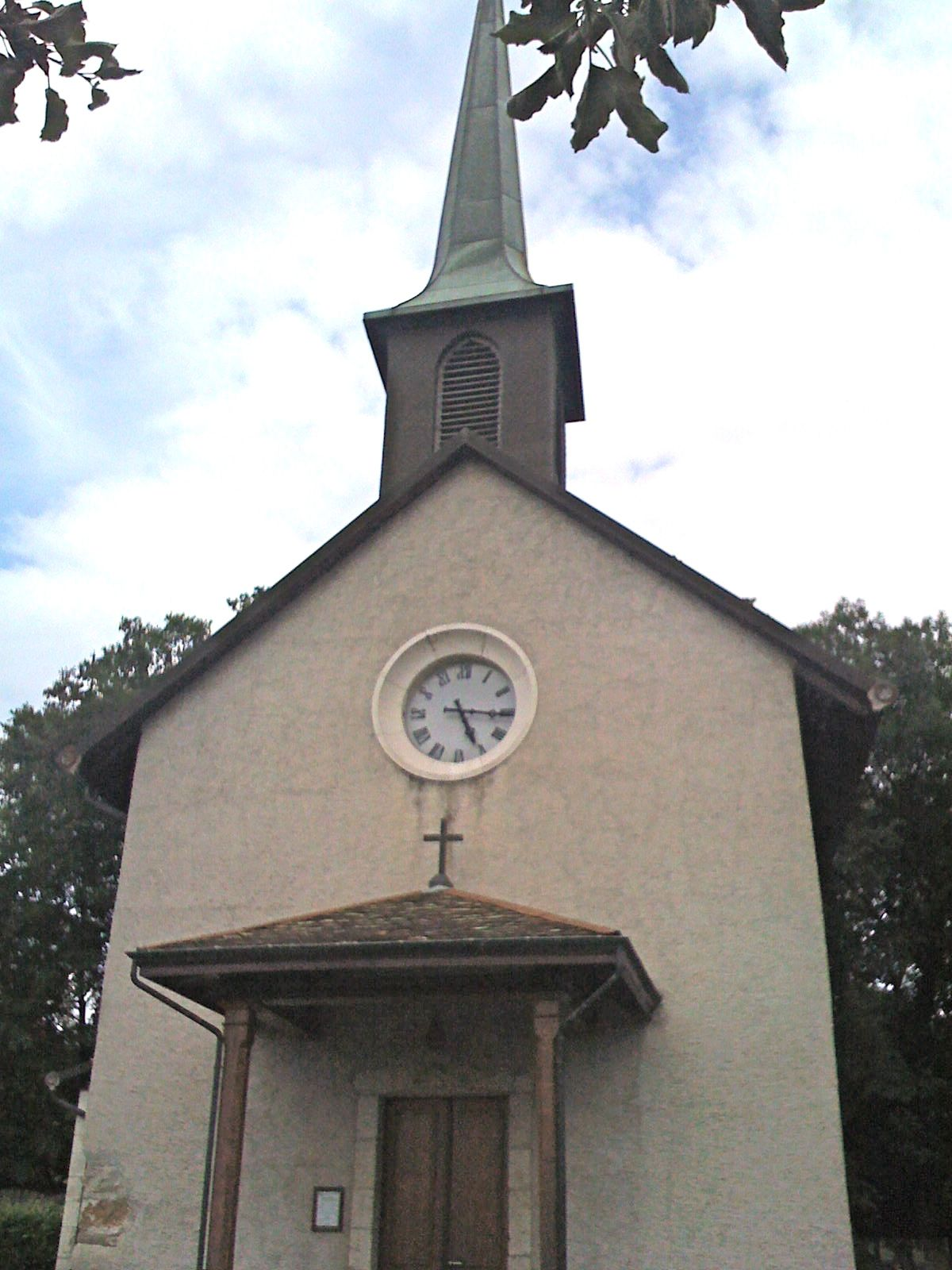
Kirche in Presinge

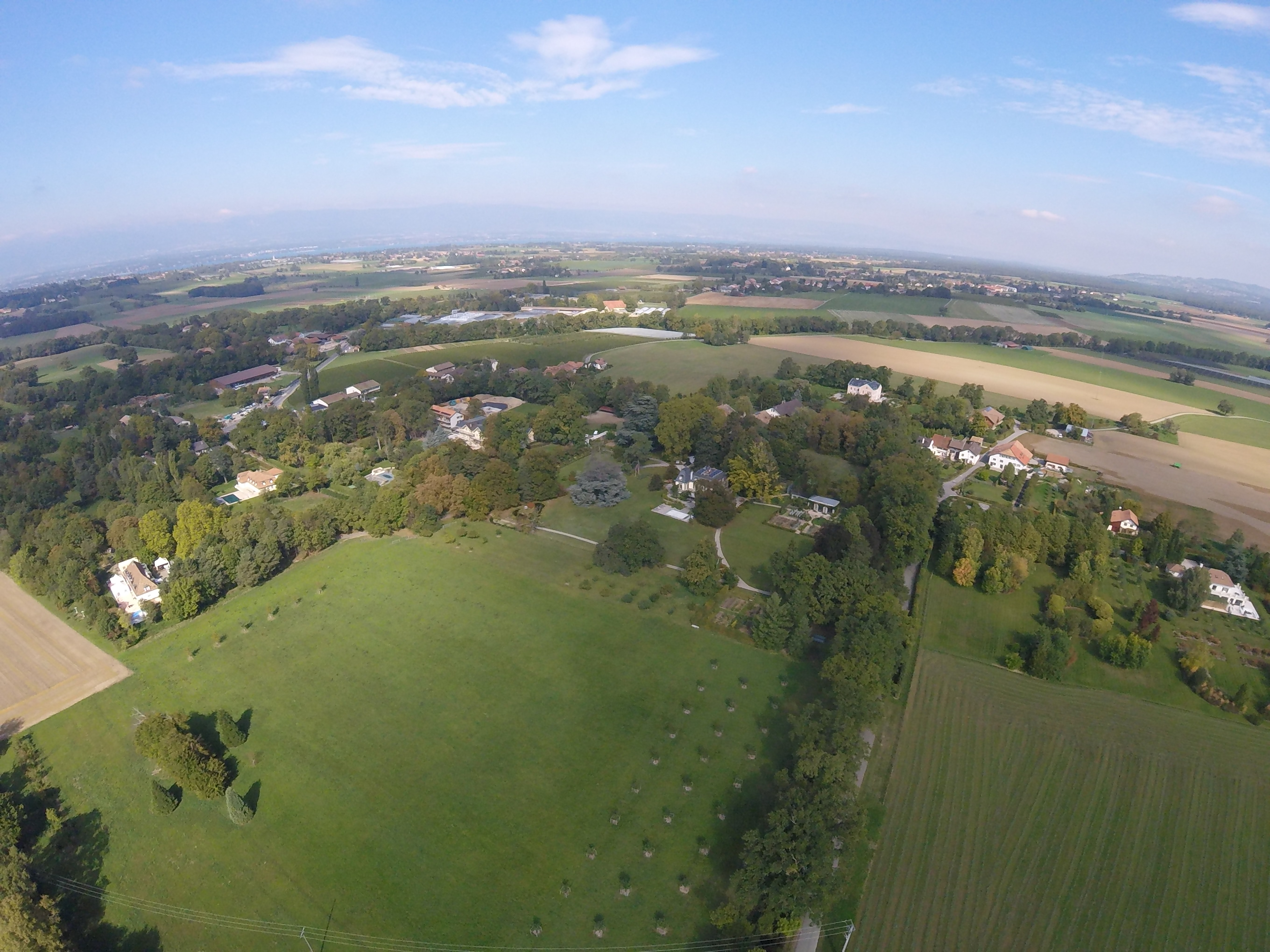
Presinge, Luftbild

Presinge ist eine politische Gemeinde des Kantons Genf in der Schweiz. Die Gemeinde umfasst die Weiler Cara und La Louvière.

## Geschichte

Historisches Luftbild aus 2500 m von Walter Mittelholzer von 1929

Presinge gehörte vom Ende des 14. Jahrhunderts an bis 1792 zu Savoyen mit einem Unterbruch zu Reformationszeiten von 1536 bis 1567, als es zu Bern gehörte. 1792 bis 1816 gehörte Presinge mit Puplinge zu Frankreich. Zwischen 1816 und 1850 bildeten Presinge und Puplinge eine einzige Gemeinde.
Der Ort wurde um 1012 als Persenio und um 1180 als Prinsingium erwähnt.

## Bevölkerung
| Bevölkerungsentwicklung | Bevölkerungsentwicklung | Bevölkerungsentwicklung | Bevölkerungsentwicklung | Bevölkerungsentwicklung | Bevölkerungsentwicklung | Bevölkerungsentwicklung | Bevölkerungsentwicklung | Bevölkerungsentwicklung | Bevölkerungsentwicklung | Bevölkerungsentwicklung | Bevölkerungsentwicklung | Bevölkerungsentwicklung | Bevölkerungsentwicklung |
| ----------------------- | ----------------------- | ----------------------- | ----------------------- | ----------------------- | ----------------------- | ----------------------- | ----------------------- | ----------------------- | ----------------------- | ----------------------- | ----------------------- | ----------------------- | ----------------------- |
| Jahr                    | 1412                    | 1850                    | 1860                    | 1900                    | 1930                    | 1950                    | 1970                    | 1990                    | 2000                    | 2010                    | 2012                    | 2014                    | 2017                    |
| Einwohner               | 160 ca.                 | 592 (mit Puplinge)      | 293                     | 311                     | 245                     | 268                     | 411                     | 560                     | 614                     | 622                     | 627                     | 651                     | 677                     |

## Sehenswürdigkeiten
→ Liste der Kulturgüter in Presinge